# El Campu
El Campu (en castellà Campo de Caso) és una parròquia del conceyu de Casu, a Astúries, i una vila de la parròquia esmentada. La vila d'El Campu és la capital del conceyu de Casu. Segons el nomenclàtor de 2009, la parròquia d'El Campu inclou les localitats de El Barru (aldea), amb 149 habitants; El Campu (vila), de 167 habitants; i Veneros (aldea), de 68 habitants. Altres entitats de població del concejo són L'Arrobiu, L'Azorea, El Barriquín, Moñu, La Yana y Les Yanes. La parròquia d'El Campu té una població de 384 habitants (INE 2009) repartits en 257 habitatges (2001) i 13,22 km². La vila d'El Campu és a 58 km de la capital del Principat d'Astúries (Oviedo). El seu temple parroquial està dedicat a Sant Joan Baptista.
Molts dels seus habitants, després de la guerra civil espanyola, van emigrar a l'Argentina, sobretot a Buenos Aires. Actualment, la localitat del Campu té població d'origen català. Darrerament s'hi comença a desenvolupar el sector turístic relacionat amb el Parc Natural de Redes.
La parròquia és al centre del conceyu, al bell mig de la conca del riu Nalón, és on es concentren els serveis administratius i el centre del petit comerç. Els edificis més destacats són l'ajuntament, de construcció moderna, la casa de la Torre, i al seu costat, una capelleta d'origen medieval amb un ric retaule.